# نولاتو (آلاسکا)
نولاتو (به انگلیسی: Nulato) شهری در ناحیه سرشماری یوکان-کویوکوک ایالت آلاسکا است که جمعیت آن در سرشماری سال ۲۰۰۰ میلادی ۳۳۶ نفر بوده‌است.